# فالموجادو
فالموجادو (بالإسبانية: Valmojado)‏ هي municipality of Spain تقع في إسبانيا في طليطلة (مقاطعة).